# Cesare Formenti

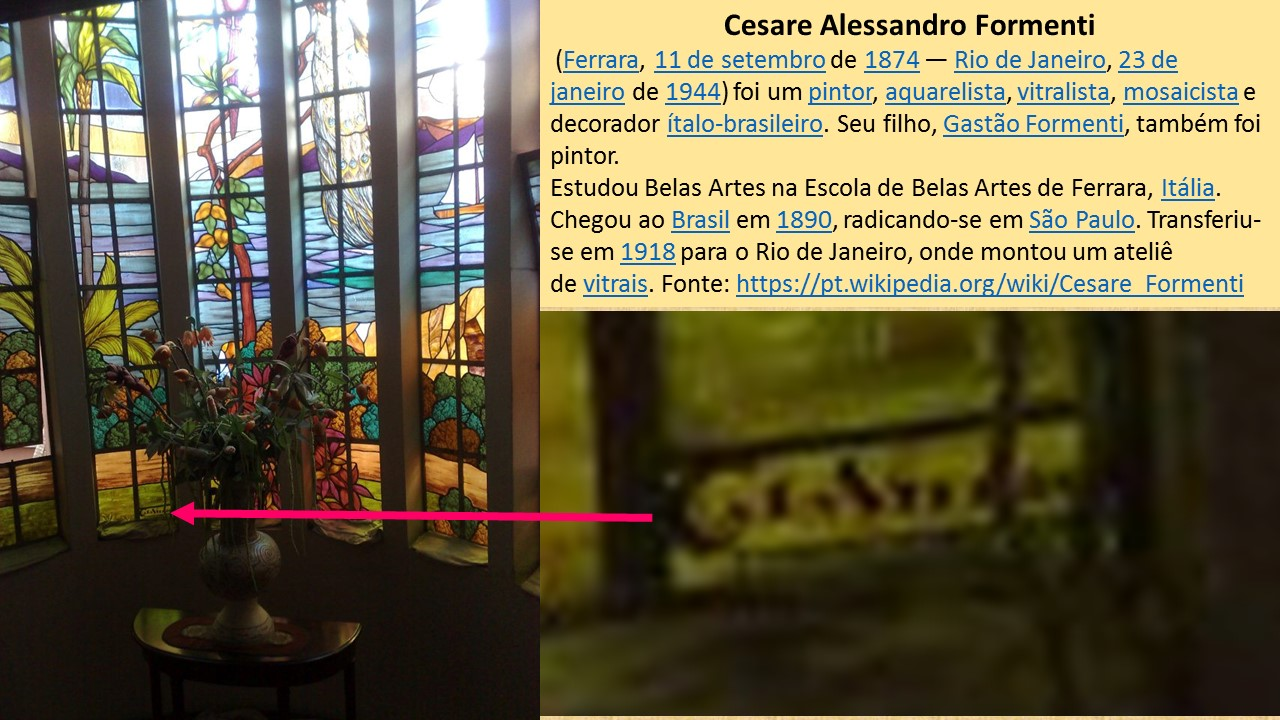
Os vitrais de César Formenti na Villa Quisisana de Brusque-SC.

Cesare Alessandro Formenti (Ferrara, 11 de setembro de 1874 — Rio de Janeiro, 23 de janeiro de 1944) foi um pintor, aquarelista, vitralista, mosaicista e decorador ítalo-brasileiro. Seu filho, Gastão Formenti, também foi pintor.
Estudou Belas Artes na Escola de Belas Artes de Ferrara, Itália. Chegou ao Brasil em 1890, radicando-se em São Paulo. Transferiu-se em 1918 para o Rio de Janeiro, onde montou um ateliê de vitrais.

## Obras em vitrais
- Jockey Club Brasileiro
- Clube Naval do Rio de Janeiro
- Palácio Tiradentes
- Fundação Oswaldo Cruz
- Supremo Tribunal Federal no Rio de Janeiro
- Igreja do Rosário, na cidade de Valença
- Igreja de Bom Jesus do Monte, na Ilha de Paquetá
- Faculdade de Medicina do Recife, hoje Memorial da Medicina de Pernambuco, no Recife.
- Catedral Metropolitana de Vitória, no Espírito Santo Villa Quisisana em Brusque

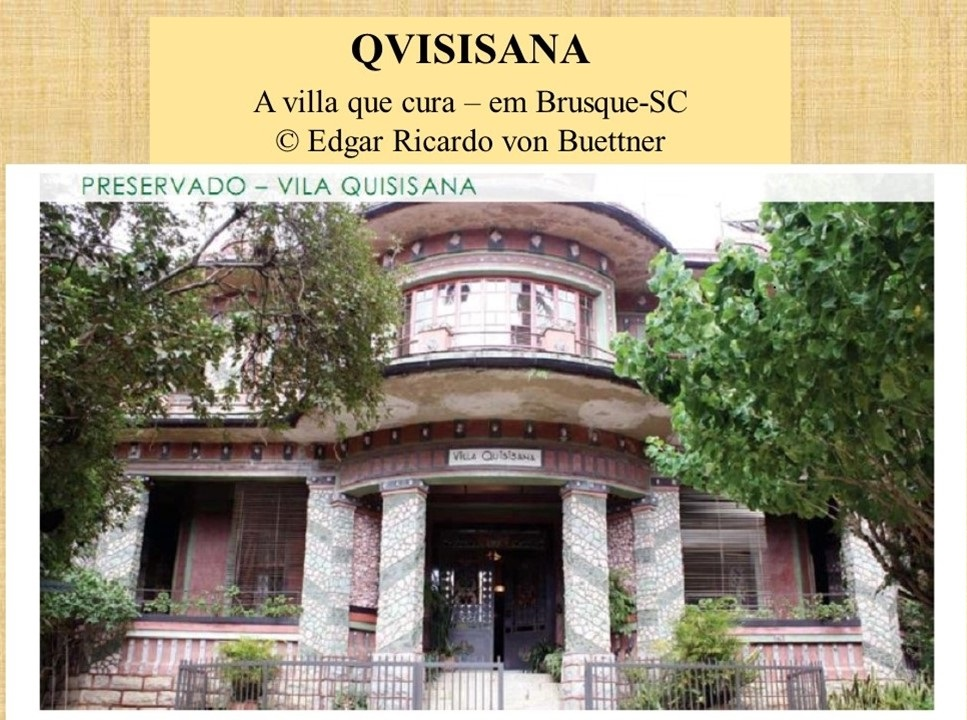
Qui-si-sana significa em italiano arcaico "aqui você ou a gente se cura"